# Arthur's Theme (Best That You Can Do)
Arthur's Theme (Best That You Can Do) è una canzone  incisa da Christopher Cross nel 1981 per il film diretto da Steve Gordon e con protagonisti Dudley Moore e Liza Minnelli Arturo.

Autori del brano sono Burt Bacharach, Carole Bayer Sager, Peter Allen (ex-marito della Minnelli, scomparso nel 1992) e lo stesso Christopher Cross.
Il brano vinse nel 1982 sia il Premio Oscar che il Golden Globe come miglior canzone da film ed ha avuto numerose cover.

## Storia

### Composizione
La composizione del brano risale a circa tre anni prima dell'uscita del film Arturo, grazie alla collaborazione tra Carole Bayer Sager e Peter Allen.

Si racconta che quest'ultimo ebbe l'ispirazione per il celebre verso della canzone When you get caught between the moon and New York City, mentre il suo aereo stava tentando, con difficoltà, di atterrare all'aeroporto J.F.K. di New York.
Nel 1981, il brano fu rielaborato per il film da Burt Bacharach e da Christopher Cross.

## Testo
Il testo parla d'amore: si dice infatti che la miglior cosa che si può fare a New York è innamorarsi.

## Tracce
1. Arthur's Theme (Best That You Can Do) - 3:53
2. Minstrel Gigolo - 4:00

## Formazione
- Christopher Cross - voce, cori, chitarra
- Steve Lukather - chitarra
- Marty Walsh - chitarra
- David Hungate - basso
- Jeff Porcaro - batteria
- Ernie Watts - sassofono
- Paulinho da Costa - percussioni
- Michael Omartian - sintetizzatore, tastiere

## Classifiche

### Classifiche settimanali
| Classifica (1981/82)             | Posizione massima |
| -------------------------------- | ----------------- |
| Australia                        | 13                |
| Canada                           | 2                 |
| Francia                          | 3                 |
| Irlanda                          | 7                 |
| Italia                           | 5                 |
| Norvegia                         | 1                 |
| Nuova Zelanda                    | 10                |
| Regno Unito                      | 7                 |
| Stati Uniti                      | 1                 |
| Stati Uniti (adult contemporary) | 1                 |
| Stati Uniti (mainstream rock)    | 13                |
| Sudafrica                        | 7                 |
| Svizzera                         | 6                 |

### Classifiche di fine anno
| Classifica (1981) | Posizione |
| ----------------- | --------- |
| Canada            | 18        |
| Stati Uniti       | 64        |
| Classifica (1982) | Posizione |
| Italia            | 17        |

## Cover
Tra i cantanti, strumentisti e/o gruppi musicali che hanno inciso od eseguito in concerti il brano, figurano:
- Peter Allen
- Thomas Anders
- Michael Ball
- Cincinnati Pop Orchestra
- Anita Dobson
- Hugh Jackman e Stephanie J. Block
- Bradley Joseph
- Ute Lemper
- London Symphony Orchestra
- Barry Manilow
- Fausto Papetti
- Paris Match
- Royal Philharmonic Orchestra
- Alan Silvestri
- Mel Tormé
- Dionne Warwick
- Roger Williams
- Ronan Keating
- Rumer

Ornella Vanoni ne ha inoltre fatto una versione italiana intitolata Sogni proibiti e contenuta nell'album omonimo del 2002.